# جایزه بزرگ مراکش ۱۹۵۸
جایزه بزرگ مراکش ۱۹۵۸ (انگلیسی: ‎1958 Moroccan Grand Prix‎) یک مسابقهٔ موتوری در رشتهٔ اتومبیل‌رانی فرمول یک بود که در تاریخ ۱۹ اکتبر ۱۹۵۸ در پیست عین-ذیاب واقع در کازابلانکا، مراکش برگزار شد. این گراند پری در میان ۱۱ گراند پری در فصل ۱۹۵۸، مسابقهٔ شمارهٔ ۱۱ بود.
در این مسابقه که در ۵۳ دور و به مسافت ۴۰۳٫۷۵۴ کیلومتر (۲۵۰٫۸۸۱ مایل) برگزار شد، پول پوزیشن توسط مایک هاثورن کسب شد و سریع‌ترین زمان برای طی یک دور پیست که برابر با ۲:۲۲٫۵ بود نیز توسط استیرلینگ ماس به ثبت رسید.
استیرلینگ ماس از تیم ون‌وال، مایک هاثورن از تیم فراری و فیل هیل از تیم فراری به‌ترتیب مقام‌های اول تا سوم مسابقه را کسب کردند.

## رده‌بندی قهرمانی پس از مسابقه
|       | جایگاه | راننده        | امتیاز  |
| ----- | ------ | ------------- | ------- |
|       | ۱      | مایک هاثورن   | ۴۲ (۴۹) |
|       | ۲      | استیرلینگ ماس | ۴۱      |
|       | ۳      | تونی بروکز    | ۲۴      |
|       | ۴      | روی سالوادوری | ۱۵      |
|       | ۵      | پیتر کالینز   | ۱۴      |
| منبع: |        |               |         |

|       | جایگاه | سازنده      | امتیاز  |
| ----- | ------ | ----------- | ------- |
|       | ۱      | ون‌وال       | ۴۸ (۵۷) |
|       | ۲      | فراری       | ۴۰ (۵۷) |
|       | ۳      | کوپر-کلیمکس | ۳۱      |
|       | ۴      | بی‌آرام      | ۱۸      |
|       | ۵      | مازراتی     | ۶       |
| منبع: |        |             |         |

یادداشت
- تنها پنج جایگاه نخست از هر رده‌بندی نمایش داده شده‌است.